# 猿倉温泉 (由利本荘市)
猿倉温泉 （さるくらおんせん）は、秋田県由利本荘市鳥海町猿倉にある温泉である。

## 泉質
- ナトリウム－塩化物・炭酸水素塩泉

## 温泉街
ホテルフォレスタ鳥海、公共の宿 鳥海荘があり、共に露天風呂がある。
近くには、矢島口、百宅口などの鳥海山への登山口があり、登山の拠点としても知られ、登山客の利用も多い。

## アクセス
- 由利高原鉄道矢島駅より送迎車で約20分（要予約）

## その他
隣接して湯の沢温泉がある。